# Zamach stanu Ludwika Napoleona Bonapartego

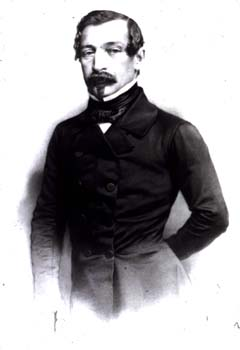
Napoleon III

Zamach stanu 2 grudnia 1851 – przejęcie pełni władzy przez Ludwika Napoleona Bonapartego, prezydenta II Republiki Francuskiej, początek II Cesarstwa Francuskiego.

## Przyczyny
W 1848 Ludwik Napoleon Bonaparte został w głosowaniu powszechnym wybrany prezydentem II Republiki Francuskiej mając za sobą poparcie 74% obywateli kraju. W trakcie sprawowania urzędu był permanentnie skonfliktowany ze Zgromadzeniem Narodowym, zaś nadany mu zestaw kompetencji uważał za niewystarczający. Ambitny Ludwik Napoleon już wcześniej marzył o władzy absolutnej, organizując dwa nieudane przewroty w czasach monarchii lipcowej. Tych ambicji całkowicie nie docenili czołowi działacze Zgromadzenia (poza Alexisem de Tocqueville’em), którzy widzieli w prezydencie jedynie pozbawionego zdolności politycznych figuranta. Louis Adolphe Thiers otwarcie nazywał go kretynem. Tymczasem Ludwik Napoleon wydawał spore sumy na finansowanie gazet popierających bonapartyzm jako opcję polityczną i w miarę możliwości starał się prowokować konflikty w łonie parlamentu, jak i przekonywać polityków do idei restauracji cesarstwa.
Ostateczną przyczyną, która skłoniła Ludwika Napoleona do rozwiązania siłowego, stało się uchwalenie konstytucji, której zapis zabraniał reelekcji prezydenta. Oznaczałoby to konieczność odejścia z urzędu w grudniu 1852. Początkowo Bonaparte starał się doprowadzić do rozpisania nowego referendum konstytucyjnego, które zmodyfikowałoby niekorzystny dlań zapis. Mimo powodzenia akcji propagandowej na prowincji (w toku której wielokrotnie okazywało się, że niedoedukowani francuscy chłopi nie odróżniają Ludwika Napoleona od Napoleona I), Zgromadzenie Narodowe (głównie za sprawą sojuszu grupy Thiersa z lewicą) zdecydowanie odrzuciło nie tylko wszelkie propozycje rewizji konstytucji, ale i zlikwidowało instytucję powszechnego głosowania. Tym samym straciło resztki poparcia społeczeństwa francuskiego, które i tak od czasu dni czerwcowych poważnie rozczarowało się II Republiką (warstwy średnie i niższe ze względu na ogrom represji, zaś klasa wyższa uznała je za niewystarczające).

## Przygotowania do zamachu
Pierwsze rozmowy odnośnie do zamachu stanu miały miejsce w Saint-Cloud 20 sierpnia 1851 r. Oprócz Ludwika Napoleona Bonapartego w ścisłym kierownictwie spiskowców znaleźli się generał Saint-Arnaud, hrabia de Persigny i książę de Morny. Jeszcze jesienią, 14 października i 13 listopada Ludwik Napoleon domagał się od Zgromadzenia zgody na nowe referendum konstytucyjne w oparciu o zasadę głosowania powszechnego – ponownie bezskutecznie. Równolegle prezydent wykorzystywał prerogatywy związane z obsadzaniem ministeriów oraz wpływem na kadry wojskowe, umieszczając Saint-Arnauda na stanowisku ministra wojny, probonapartystowskiego generała Magnana na stanowisku dowódcy garnizonu paryskiego oraz innego bonapartystę Maupasa na stanowisku prefekta policji w Paryżu. Wreszcie Bonaparte osobiście wyznaczył datę zamachu na 2 grudnia i nadał operacji kryptonim Rubikon. Nie udało się jednak zachować pełnej konspiracji; mimo tego Zgromadzenie Narodowe nie zrobiło nic, by ratować demokrację.

## Przebieg przewrotu w Paryżu
Po całonocnych naradach i przygotowaniach, rankiem 2 grudnia Saint-Arnaud wyprowadził wojska rządowe z koszar i zajął wszystkie punkty strategiczne w mieście, zajmując m.in. gmach Zgromadzenia Narodowego. Doszło do aresztowań wśród opozycjonistów. Oba te wydarzenia miały miejsce około piątej nad ranem, uniemożliwiając zorganizowany opór na większą skalę. Wówczas Ludwik Napoleon osobiście zredagował 6-punktowe obwieszczenie oraz proklamację „do ludu”, w której kolejno ogłaszał rozwiązanie Zgromadzenia Narodowego, przywrócenie zasady głosowania powszechnego, początek prac nad nową konstytucją oraz zapowiedź „restauracji systemu stworzonego przez Pierwszego Konsula”. Pod tekstem podpisali się Bonaparte i de Morny. Samego 2 grudnia nie doszło do żadnych starć z przeciwnikami zamachu, toteż wydawało się, że przewrót przebiegł całkowicie bezkrwawo.
Parlamentarzyści, którzy uniknęli aresztowań, zgromadzili się w merostwie X okręgu miejskiego. 220 głosów padło za oficjalnym potępieniem zamachu stanu, część republikanów opublikowała wezwania do zbrojnego oporu. Wojsko było już jednak panem sytuacji w mieście i aresztowało kolejnych niepokornych. Mimo wzniesienia w mieście blisko 70 barykad walki trwały krótko, jednak okazały się niezwykle krwawe. 4 grudnia na Boulevard des Capucines wojsko zabiło blisko 200 osób, w tym wielu cywilów. Ostatnie barykady broniły się do 5 grudnia. W walkach uczestniczyli deputowani Victor Hugo i Jean-Baptiste Baudin, który swój udział w obronie barykady przypłacił życiem. Walka z zamachem stanu nie przybrała jednak tak masowych rozmiarów, jak jeszcze w lutym 1848 r. walka z monarchią lipcową; na barykady, wzniesione w dzielnicy Hal, Saint-Antoine oraz w Saint-Denis udało się jedynie około 1200 powstańców, przeciwko którym Bonaparte wysłał 40 tys. wojska.

## Na prowincji
Przeciwko zamachowi zbuntowała się natomiast część prowincji, w stopniu dotąd w dziewiętnastowiecznej Francji niespotykanym. T. Margadant mówi nawet o 100 tys. powstańców, głównie słabo uzbrojonych drobnomieszczan, studentów, rzadziej chłopów. Zbuntowane departamenty (w łącznej liczbie 32) położone były na południu, departament Basse-Alpes powołał nawet Komitet Oporu, jednak walki trwały krótko. Powodem tego był brak koordynacji pomiędzy poszczególnymi oddziałami i kolumnami, jak i brak ustalonej strategii w obozie powstańców, którzy na ogół po opanowaniu swojego rodzinnego miasta lub departamentu nie wiedzieli, co mieliby dalej robić. 8 grudnia Ludwik Napoleon ogłosił na południu stan oblężenia, w ciągu kilku dni wojsko rozprawiło się z powstańcami. Padło kilkuset zabitych po stronie powstańców, żołnierze stracili ok. 100 osób, 26 tys. osób zostało aresztowanych w związku z zamieszkami, z czego zapadło 15 tys. wyroków skazujących, w tym prawie 10 tys. – na deportację. Dalsze tysiące osób uciekły z kraju, a 80 byłych deputowanych zostało skazanych na banicję.

## Plebiscyt
Jednym z pierwszych legislacyjnych skutków zamachu była rewizja konstytucji, w której zawarto przede wszystkim nowe uprawnienia prezydenckie. Jego kadencja miała trwać 10 lat, prezydent miał posiadać całość władzy wykonawczej oraz inicjatywę ustawodawczą. Marginalizowało to rolę Zgromadzenia Narodowego i budowało faktyczny autorytaryzm. W celu zapewnienia sobie poparcia Ludwik Napoleon Bonaparte jeszcze w grudniu rozpisał plebiscyt, w którym Francuzi mieli wypowiedzieć się na temat przeprowadzonych przez niego reform. Bonaparte zapewniał, że zamach stanu był działaniem na rzecz ratowania państwa. Uzyskał imponującą większość (7 481 tys. odpowiedzi TAK przy 647 tys. NIE dla zamachu stanu), jednak referendum przeprowadzone zostało w sposób niezgodny z demokratycznymi procedurami. Na kartach do głosowania zawarto jedynie odpowiedź TAK, jeśli głosujący pragnął wyrazić sprzeciw, musiał sam dopisać słowo NIE i podpisać się, a następnie oddać kartę przewodniczącemu komisji wyborczej, który wrzucał ją do symbolicznej urny. Nie było żadnej możliwości kontrolowania, czy przewodniczący naprawdę umieszczają w urnach wszystkie głosy na NIE, znane są też przypadki represjonowania osób, które zdecydowały się zaprotestować.
Notabene, nie czekając na wyniki plebiscytu, Ludwik Napoleon Bonaparte zaczął instalować swoich ludzi w administracji rządowej i wojsku. Również osoby uczestniczące w przygotowaniach do zamachu otrzymały wysokie gratyfikacje pieniężne oraz nadania majątków, które Bonaparte pozyskał, konfiskując wcześniej majątek rodziny obalonego króla Ludwika Filipa.
Na podstawie zamachu stanu Karol Marks rozwinął marksistowską koncepcję bonapartyzmu.

## Proklamacja Cesarstwa
7 listopada 1852 r. w nowym referendum Ludwik Napoleon Bonaparte uzyskał potwierdzenie poparcia dla swojego pomysłu zwieńczenia procesu przejmowania władzy poprzez oficjalną likwidację republiki i jej instytucji oraz zmianę nazwy kraju na II Cesarstwo z sobą samym jako Napoleonem III. W oficjalnych dokumentach uznano datę 2 grudnia jako początek nowego ustroju.

## W literaturze
- Obraz oporu w Prowansji przeciw zamachowi stanu przedstawia powieść Émile’a Zoli Pochodzenie rodziny Rougon-Macquartów.
- Bohaterowie powieści W matni, Goujet i Coupeau, są świadkami walk w Paryżu w czasie zamachu stanu.
- Bohater Brzucha Paryża, Florentyn, zostaje deportowany za udział w walkach w Paryżu.
- Victor Hugo poświęcił cykl wierszy z tomu Chłosta zamachowi i jego ofiarom, w tym kilkuletniemu chłopcu zastrzelonemu na Bulwarze Kapucynów.
- Bohater Szkoły uczuć Gustawa Flauberta, robotnik Dussardier, ginie na barykadzie wzniesionej w Paryżu 3 grudnia, zastrzelony przez byłego socjalistę Sénecala, agenta policyjnego.